# Мураяма, Томиити
Томиити Мураяма (яп. 村山 富市, род. 3 марта 1924 года) — японский политический деятель, занимавший пост Премьер-министра Японии в период с 30 июня 1994 года по 11 января 1996 года.

## Биография
Мураяма родился в японском городе Оита в 1924 году в семье рыбака. Высшее образование получил в Университете Мэйдзи. Свою политическую карьеру он начал как депутат городского, а затем префектурального собрания Оита. В 1972 году был избран в палату представителей японского парламента. Являлся руководителем Социал-демократической партии (до 1996 года — Социалистическая партия).
С июня 1994 года по январь 1996 года Мураяма занимал пост премьер-министра коалиционного трёхпартийного правительства Японии. 15 августа 1995 года он выступил с известной речью, посвящённой 50-летию окончания Второй мировой войны, в которой признал, что Япония своим колониальным господством и агрессией причинила огромный ущерб и страдания народам других стран, в особенности азиатских, и принёс им извинения.
После выборов 1996 года Мураяму на посту премьер-министра сменил Рютаро Хасимото — лидер либерал-демократов. В 2000 году Мураяма принял решение уйти из политики. Он возглавил Фонд азиатских женщин, созданный его правительством в 1994 году для выплаты компенсаций «женщинам для утешения» из Южной Кореи, Филиппин, Тайваня, Нидерландов и Индонезии.

## Факты
- Один из трёх премьер-министров Японии, перешагнувших столетний рубеж[примечание 1].